# 2М-3М
Le 2M-3 est un canon naval bitube à vocation antiaérienne. Il est considéré comme obsolète bien qu'il soit toujours en service sur les navires les plus anciens de la flotte russe. Il a aussi été vu monté sur un chassis de MT-LB dans le cadre de la guerre russo-ukrainienne.

## Développement et histoire
À la fin de la Seconde Guerre mondiale, la marine soviétique cherche à se reconstruire et se moderniser. C'est donc dans ce contexte qu'en 1945, elle demande aux industriels de concevoir une pièce antiaérienne de calibre 25 mm afin d'équiper les futurs torpilleurs du projet 183 et remplacer les mitrailleuses lourdes alors utilisées pour la défense contre les aéronefs. Après plusieurs années de mise au point et d'essais, l'arme est adoptée par décret du Conseil des ministres de l'URSS le 23 février 1953. Ce canon a formé le gros de l'artillerie antiaérienne de la marine soviétique des années 50 aux années 70 et l'adoption massive du canon AK-630. Il a connu le combat pour la première fois entre les mains de la marine égyptienne durant la guerre du Kippour. Il a équipé plus de 30 classes de navires, principalement des petites unités côtière ou fluviale.

## Variantes
- 2M-3 : Il s'agit de la première version adoptée en 1953.
- 2M-3M : Version dont le mécanisme a été amélioré et dont la cadence a été légèrement augmentée ; Produite jusqu'en 1984.
- 2M-8 : Version modifiée afin d'équiper les sous-marins, rapidement abandonnée dès la fin des années 50 avec la fin des canons sur les sous-marins.
- 2M-10 : Version améliorée du 2M-8, jamais produite en série.